# Halloween Kills
Halloween Kills is een Amerikaanse slasher-film uit 2021, onder regie van David Gordon Green en geschreven door Green, Danny McBride en Scott Teems. De film is het vervolg op Halloween uit 2018 en het twaalfde deel uit de Halloween-franchise. De hoofdrollen worden vertolkt door Jamie Lee Curtis, Judy Greer, Andi Matichak, Anthony Michael Hall, Kyle Richards, Robert Longstreet, Nancy Stephens en Charles Cyphers.

## Verhaal
De film speelt zich direct af na de gebeurtenissen uit Halloween. Laurie Strode moet samen met haar familie een plan verzinnen om Michael Myers voor eens en altijd te verbannen.

## Rolverdeling
| Acteur                                    | Personage                 |
| ----------------------------------------- | ------------------------- |
| Jamie Lee Curtis                          | Laurie Strode             |
| Nick Castle / James Jude Courtney         | Michael Myers/"The Shape" |
| Judy Greer                                | Karen Nelson-Strode       |
| Andi Matichak                             | Allyson Nelson            |
| Anthony Michael Hall                      | Tommy Doyle               |
| Kyle Richards                             | Lindsey Wallace           |
| Will Patton                               | Hulpsheriff Frank Hawkins |
| Thomas Mann                               | jonge Frank Hawkins       |
| Jacob Keohane                             | Hulpsheriff Tobias        |
| Robert Longstreet                         | Lonnie Elam               |
| Tristian Eggerling                        | jonge Lonnie Elam         |
| Nancy Stephens                            | Marion Chambers           |
| Charles Cyphers                           | Leigh Brackett            |
| Dylan Arnold                              | Cameron Elam              |
| Omar Dorsey                               | Sheriff Barker            |
| Airon Armstrong / Christian Michael Pates | jonge Michael Myers       |

## Productie
In oktober 2018 bevestigde producent Danny McBride dat een vervolg in ontwikkeling was. Een jaar later raakte bekend dat David Gordon Green ook het vervolg zou regisseren. Daarnaast keren Jamie Lee Curtis, Judy Greer en Andi Matichak terug als de hoofdpersonages. Op 19 juli 2019 maakte Universal Pictures de titels bekend van de twee vervolgen: Halloween Kills en Halloween Ends.
De opnames gingen op 16 september 2019 in North Carolina van start en eindigden op 3 november 2019.

## Ontvangst
De Amerikaanse release was oorspronkelijk gepland voor 16 oktober 2020, maar werd vanwege de coronapandemie in juli 2020 verschoven naar 15 oktober 2021. De film zal tijdens het filmfestival van Venetië op 8 september 2021 in première gaan. In Nederland werd Halloween Kills op 14 oktober 2021 uitgebracht. De film werd door het publiek gemengd ontvangen. Op Rotten Tomatoes heeft de film een score van 39% op basis van 238 beoordelingen. Metacritic komt op een score van 42/100, gebaseerd op 45 beoordelingen.